# Monetazione del Noricum
Con monetazione del Nuricum si indicano le emissioni delle popolazioni stanziate in questa regione che furono battute nel periodo tra la fine del II secolo a.C. e l'inizio del I secolo d.C.. Nella voce sono trattate le emissioni dei Norici occidentali, che erano stanziati a nord delle Caravanche, mentre i Norici orientali (Taurisci), che erano a sud delle Caravanche, occupavano il territorio dell'attuale Slovenia.

## Inizi
Le prime monete dei Norici furono le cosiddette monete con il tipo „Kugelreiter“, battute come tetradracmi. Nel ripostiglio scoperto a Enemonzo nel 1998, accanto a 40 tetradracmi norici del tipo Kugelreiter, furono rinvenuti anche 359 vittoriati romani, che permettono di fissare un nuovo terminus post quem per le emissioni noriche all'anno 130 a. C.. Questo ripostiglio potrebbe essere collegato all'incursione dei Cimbri e dei Teutoni, che nel periodo 120–115 a. C. avevano invaso il Noricum.
Nella battaglia di Noreia sconfissero nel 113 a.C. un esercito romano alleato dei Norici e invasero la Gallia. È probabile che il reclutamento comune di truppe noriche e romane per questa battaglia sia stata l'occasione per l'inizio della monetazione dei Norici.

## Tipi ed evoluzione
Al dritto di queste monete è raffigurata una testa sbarbata, che per lo più è identificata come Apollo, mentre al rovescio è rappresentato un cavaliere (Reiter in tedesco). Quest'ultimo porta sulla testa un copricapo con tre globetti (Kugel in tedesco), da cui il nome del tipo, Kugelreiter. Come in generale nella monetazione celtica, entrambe le immagini sono stilizzate e tendono all'astrazione.
Dopo una breve interruzione, i re e principi norici coniarono tetradracmi che al rovescio recavano il loro nome sotto l'immagine del cavaliere. Alcuni dei nomi sono COPPO, ELVIOMAR, NEMET, ATTA, SVICCA e VOKK. VOKK probabilmente indica Voccio, un re norico citato da Cesare.
Inoltre furono anche coniate frazioni che al dritto mostravano inizialmente una testa, che in poco tempo si è trasformata in una gobba senza immagine. Il rovescio mostra una croce ornamentale decorata. Queste frazioni sono chiamate del tipo  "Gurina". 
I tetradracmi furono ritirati dalla circolazione al più tardi nel 15 a.C., dopo  l'occupazione pacifica del Noricum da parte di Roma. Le frazioni, invece, furono in circolazione fino al tempo di Claudio, come spiccioli, accanto alle monete romane.